# ایوار والر
 ایوار والر (انگلیسی: Ivar Waller؛ زاده ۱۱ ژوئن ۱۸۹۸ – درگذشته ۱۲ آوریل ۱۹۹۱) یک فیزیک‌دان اهل سوئد بود.